# Theodor Hampe

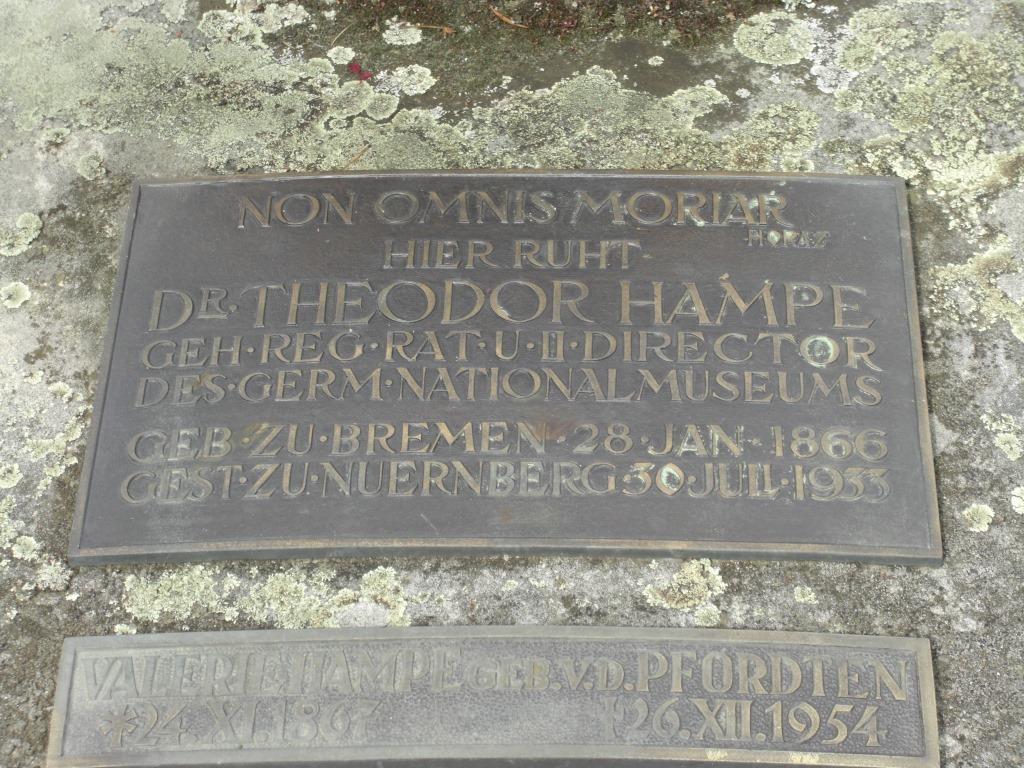
Grab von Theodor Hampe auf dem Nürnberger Friedhof St. Johannis

Theodor Eduard Hampe (* 28. Januar 1866 in Bremen; † 30. Juli 1933 in Nürnberg) war ein deutscher Germanist und Kunsthistoriker.

## Leben
Theodor Hampe, Sohn eines Buchhändlers, studierte Germanistik in Marburg und Bonn, wo er 1890 bei Wilhelm Wilmanns promoviert wurde. Er war ab 1. April 1893 Mitarbeiter am Germanischen Nationalmuseum in Nürnberg und wurde dort im Juli 1909 zweiter Direktor. Hampe forschte und publizierte vornehmlich zur Nürnberger Kunst- und Kulturgeschichte.

## Schriften (Auswahl)
- Gedichte vom Hausrat aus dem XV. und XVI. Jahrhundert. In Facsimledruck herausgegeben. Straßburg 1899.
- Die fahrenden Leute in der deutschen Vergangenheit. Diederichs, Leipzig 1902 (Digitalisat).
- als Herausgeber: Das Germanische Nationalmuseum von 1852 bis 1902. Festschrift zur Feier seines fünfzigjährigen Bestehens. Johann Jacob Weber, Leipzig 1902.
- Nürnberger Ratsverlässe über Kunst und Künstler im Zeitalter der Spätgotik und Renaissance (= Quellenschriften für Kunstgeschichte und Kunsttechnik des Mittelalters und der Neuzeit. Band 12). Leipzig/Wien 1904 (Digitalisat).
- Das Altnürnberger Kunstglas und seine Meister. Duncker & Humblot, München 1919 (Digitalisat).
- Der Zinnsoldat. Herbert Stubenrauch, Berlin 1924.
- Die Nürnberger Malefizbücher als Quellen der reichsstädtischen Sittengeschichte vom 14. bis zum 18. Jahrhundert. C. C. Buchners Verlag, Bamberg 1927 (Digitalisat).
- Der Nürnberger Goldschmied Paulus Müllner als Meister des silbernen Bartholomäus von Wöhrd. Volkhardt & Wilbert, Nürnberg 1929.
- Nürnberg. E. A. Seemann, Leipzig 1933.